# Dziersław Konopka
Dziersław z Kożuchowa (Dziersław (Dzierżek) Konopka z Jaślan i Kożuchowa) – rycerz herbu Bogoria, burgrabia brzesko-kujawski, w latach 1402–1404 starosta podolski, a od końca 1404 starosta czerwonogrodzki.

## Życiorys
Był prawdopodobnie synem kasztelana z Brzeska Włodzimierza Pawłowica Bogorii, a bratankiem lub też stryjecznym wnukiem arcybiskupa gnieźnieńskiego Jarosława Bogorii. Po raz pierwszy pojawia się w źródłach w roku 1380 w dokumencie Wojciecha z Kościelca, wojewody kujawskiego, jako burgrabia brzesko-kujawski. Do tego aktu przywiesił swą pieczęć z herbem Bogoria. Pisał się z Kożuchowa i Jaślan w Małopolsce.
W latach 1402–1404 był starostą podolskim, a z końcem 1404 został starostą czerwonogrodzkim z ramienia Władysława II Jagiełły Na przełomie czerwca i lipca 1402 przejmował z rąk Hryćka Kierdejewicza wszystkie zamki podolskie a zatem decyzją króla miał administrować całym władztwem odebranym Świdrygiełłe.
Posiadał wsi Gwoździec koło Czchowa, Kozłówek, Niewodna, Wysoka. W 1406 król Władysław II Jagiełło nadał jemu Jazłowiec. W 1417 Konopka sprzedał Buczacz oraz Załosie Teodorykowi z Buczacza Jazłowieckemu herbu Abdank.
Był żonaty z Anną z Góry, siostrą lub córką Piotra Małochy, bowiem starosty kujawskiego. Nie wiadomo czy z Anną dochował się potomstwa, być może ich córką była Katarzyna, żona Jakuba z Kożuchowa, Markuszowej i Wysokiej, wspominana w 1464.